# 仙波以都
仙波 以都（せんば いと、1996年11月18日 - ）は、日本の女優である。千葉県出身。旧芸名は橋口 恵莉奈。

## 人物略歴
母親がNHKの『いないいないばあっ!』に出演することを願ってスペースクラフトジュニアコマーシャルタレントに所属させ、同番組がデビュー作となった。
6歳のときに映画『たそがれ清兵衛』に清兵衛の娘・以登役で出演。
2007年3月3日より2009年6月14日まで、シャ乱Qのつんく♂によるプロジェクト『NICE GIRL プロジェクト!』内ユニット『キャナァーリ倶楽部』のメンバーとして活躍した。NICE GIRL プロジェクト!活動時の名義はえり〜な。
『キャナァーリ倶楽部』卒業後はソロで活動していたが2010年7月31日をもって『NICE GIRL プロジェクト!』も卒業。
2019年より女優・タレントとして活動している。れきしーガール（2019年7月 - ）メンバー。

## 出演

### テレビドラマ
- 氷点2001 第1話（2001年7月、テレビ朝日） - 辻口ルリ子 役
- サイコドクター 第1話（2002年10月、日本テレビ） - 浅井智子（幼少期）役
- あした天気になあれ。 第5話（2003年11月、日本テレビ）
- 結婚相談員・末永卯月の推理案内状・地獄の花嫁4（2003年11月21日、フジテレビ）
- 特捜戦隊デカレンジャー 第1話（2004年2月15日、テレビ朝日）
- 愛の劇場 ママは女医さん（2004年10月 - 11月、TBS） - 皆川沙也香 役
- 不機嫌なジーン第1・6話（2005年1月 - 2月、フジテレビ）
- 上を向いて歩こう〜坂本九物語〜（2005年8月21日、テレビ東京） - 大島花子 役
- 功名が辻（2006年、NHK） - 菊 役
- 天国の樹（2006年、BSフジ） - ハナ（少女期）役
- DRAMA COMPLEX コシノ家の闘う女たち（2006年8月8日、日本テレビ） - 小篠ゆま 役
- 母親失格 （2007年、東海テレビ制作・フジテレビ系） - ヒロイン・加藤（倉本）弘美（少女時代）役
- 連続テレビ小説 どんど晴れ（2007年、NHK） - ヒロイン・浅倉夏美（少女時代）、座敷童の二役
- 警部補 矢部謙三（2010年、テレビ朝日） - 斉藤花枝（中学時代）役

### テレビバラエティ
- いないいないばあっ!（1997年、NHK教育）
- 汐留スタイル!（2003年、日本テレビ）
- エンタの神様（2006年、日本テレビ）
- キッズぱらだいす!（2006年、キッズステーション）
- ドラマコンプレックス「コシノ家の闘う女たち」（2006年、日本テレビ）
- 火曜ドラマゴールド（2006年、日本テレビ）
- うたなび!（2008年、日音）
- ネクストプリンセス 「りさとあゆみの交換日記」（2009年10月11日 - 12月27日、テレビ東京） - 主演・あゆみ 役

### 映画
- たそがれ清兵衛（2002年、監督：山田洋次） - 井口以登 役
- 妻よ薔薇のように 家族はつらいよⅢ（2018年、監督：山田洋次）
- 長全寺[3]（2020年4月、監督：秋元慶一） - 大学生ゆり 役

### 舞台
- つんく♂THEATER 「あぁ女子合唱部〜栄光のかけら〜」（2007年9月22日 - 24日、御茶ノ水・全電通労働会館） - 佐竹美鈴 役
- 演劇企画製作集団TWIN-BEAT「真夏論 -macaron-」（2009年7月25日 - 8月2日、新宿村LIVE） - ナナハ 役
- 劇団ドリームプリンセス「白と黒の忘年会」Aチーム（2019年11月2日 - 16日、新宿・シアターモリエール） - 宮崎若葉 役
- アイエス・フィールド「あわしまからの手紙」（2019年12月21日 - 22日、渋谷・光塾） - 福田未来 役

### ネット配信
- アイエス・フィールド「オンライン朗読劇 Greif3[4]」（2020年7月3日 - 12日） - 鬼塚エリカ 役
- アリスインプロジェクト「ドナーイレブン&秋フェスオンライン」（2020年10月5日 - 10日、ZAIKO）[5]
  - オンライン心理バトル「ドナーイレブン」～リモートコンサルテーション～（2020年10月11日）
  - 「ワークショップ生配信」（2020年10月8日）
  - 「アイガク・バトラーズ」6vs6オンライン学園バトル（2020年10月2日）
  - 「アイガク・ライブ」オンライン学園バラエティ（2020年10月10日）
- アリスインプロジェクト「アイガク! 冬フェス・オンライン」（2020年12月18日 - 30日、ZAIKO）[6]
  - 6vs6の真剣バトル「アイガク・バトラーズ」（2020年12月20日 - 30日）
  - おなじみ学園バラエティ「アイガク・ライブ」（2020年12月19日 - 26日）
  - 「アイガク・ワークショップ」（2020年12月28日）

### CM
- 花王「ニュービーズ」（2001年）
- ピザハット「ゴールデン4シリーズ」他（2000 - 2001年）
- ポーラ化粧品企業CM
- 久月「雛の詩」（2001 - 2004年）
- 花王「ファミリーピュア」
- 永谷園「ポケモンお茶漬け」（2001年）
- 小学館「入学準備小学一年生 入学直前号」
- 小学館「小学一年生」4月号・5月号・9月号
- SCE PlayStation 2「おじいちゃんのウソ篇」
- 東邦ガス「エコウィル」
- イオン「イオン秋のカジュアル」、「イオン秋のセレブレイトスーツ」
- 日本郵政公社 郵便貯金（2003年）
- イオン「イオンの母の日」
- 池田模範堂「液体ムヒS」
- バンダイ「New Let's me 2〜マスコットもいっしょ〜」
- ジブリ「ジブリがいっぱいCOLLECTIONみんなの夏休みの宿題 〜ジブリがいっぱいイラストコンクール！〜」
- 小学館「小学一年生 入学準備スタート号」
- ライオン「手間なしブライト」（2004年 - 2005年）
- 九州電力
- マクドナルド
  - 「ハッピーセット うちの子篇」
  - 「ハッピーセット BIG DOG篇」
  - 「バズ・ライトイヤーとキム・ポッシブルのハッピーセット」（2005年）
- バンダイ「ふたりはプリキュア Max Heart ハーティエルバトン」「ふたりはプリキュア Max Heart ハーティエルブローチェ」「ふたりはプリキュア Max Heart クイーンチェアレクト」
- エプソン「ドリーミオ 簡単セッティング篇」
- 小学館「小学四年生」
- バンダイ「ふしぎ星の☆ふたご姫 Gyu!おまじないワンダー生徒手帳」
- ナムコ「太鼓の達人Wiiドドーンと2代目!」

### ミュージックビデオ
- BUMP OF CHICKEN「涙のふるさと」（2006年）
- DREAMS COME TRUE「今日だけは」（2006年）

## 作品

### 音楽作品
- 初恋イメージ（2008年1月1日）キャナァーリ倶楽部のシングル「FAITH!（フェイス）」のカップリング曲として収録
- ドキッ!こういうのが恋なの?（2008年10月15日）アルバム『「リズム天国」&「リズム天国ゴールド」オリジナルサウンドトラック』『リズム天国全曲集』に収録

### 書籍
- 「CM NOW」2003年7-8・11-12月号（玄光社）
- 「ピュアピュア」Vol.9（2001年11月、辰巳出版）978-4886416698
- 「ピュアピュア」Vol.11（2002年3月、辰巳出版）978-4886417114
- 「ピュアピュア」Vol.35（2005年7月6日、辰巳出版）978-4777801725

### その他
- 任天堂　ニンテンドーDSソフト『リズム天国ゴールド』ステージ7-4「アイドル2」のゲーム曲「ドキッ!こういうのが恋なの?」（2008年）